# Trachylepis madagascariensis
Trachylepis madagascariensis este o specie de șopârle din genul Trachylepis, familia Scincidae, descrisă de Mocquard 1908. A fost clasificată de IUCN ca specie cu risc scăzut. Conform Catalogue of Life specia Trachylepis madagascariensis nu are subspecii cunoscute.

## Galerie

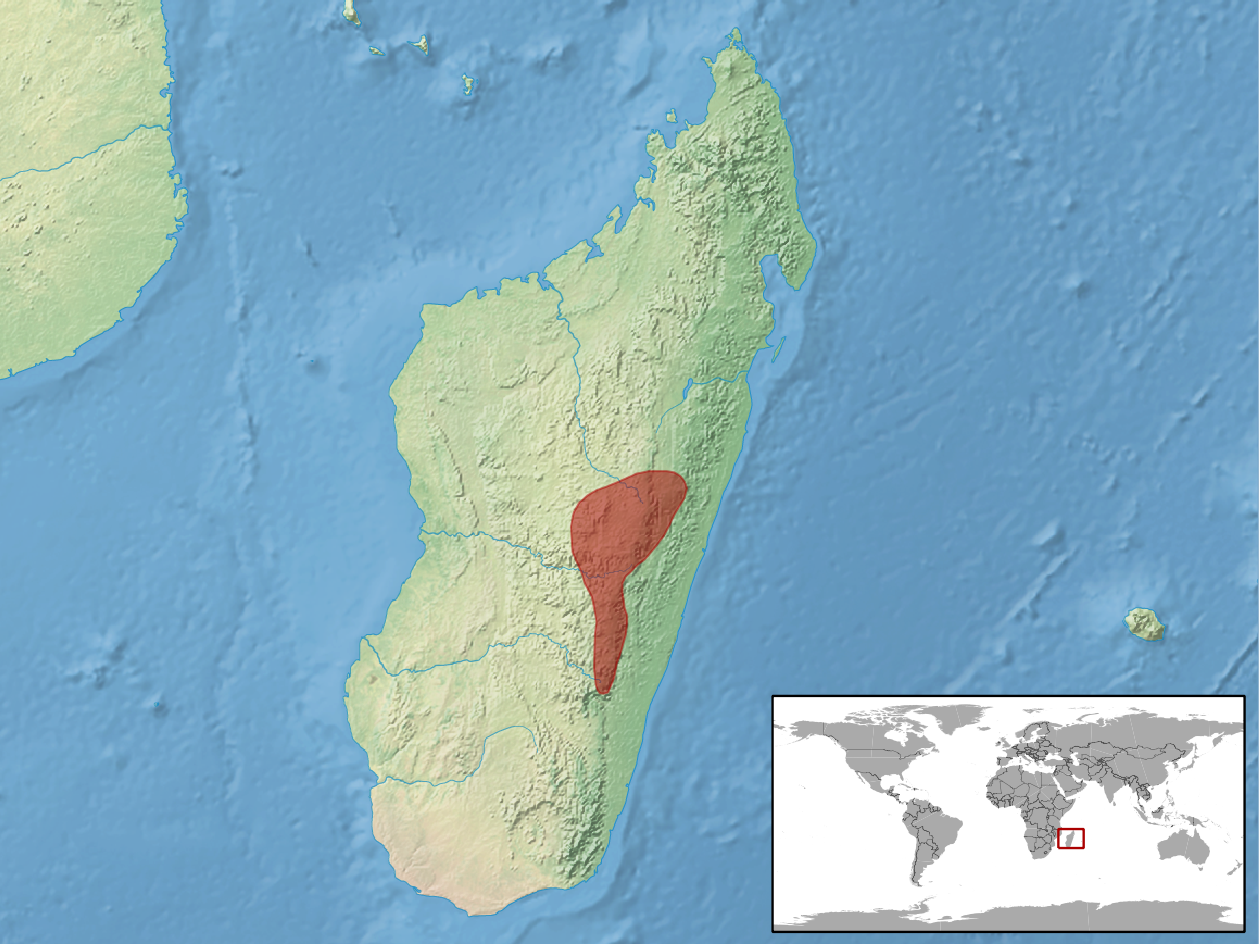